# Grotte de Charterhouse
La grotte de Charterhouse (en anglais : Charterhouse Cave) est la grotte la plus profonde des collines de Mendip, dans le Somerset, en Angleterre, et présente un dénivelé connu de 228 mètres. Elle a été explorée pour la première fois en 1972.